# Ryan Wright
Ryan Bradley Wright (Toronto, 27 gennaio 1987) è un cestista canadese con cittadinanza giamaicana.

## Palmarès
- Campionato bulgaro: 1

Levski Sofia: 2020-21
- Coppa di Bulgaria: 1

Levski Sofia: 2020